# Дамметт, Пол
Пол Дамметт (англ. Paul Dummett; род. 26 сентября 1991, Ньюкасл-апон-Тайн, Тайн-энд-Уир) — английский футболист валлийского происхождения, защитник клуба «Карлайл Юнайтед».

## Клубная карьера
Родился в городе Ньюкасл-апон-Тайн. Мать — англичанка, отец — валлиец. В детстве поступил в академию «Ньюкасл Юнайтед». Позже был переведен в резерв, где в нескольких матчах был капитаном второй команды.
В марте 2012 года был отдан в аренду в «Гейтсхед», где пробыл до конца сезона. Летом 2012 года перешёл на правах аренды в шотландский «Сент-Миррен», с которым выиграл Кубок шотландской лиги. В июле 2013 вернулся из аренды в Ньюкасл. Вместе с первым составом провёл ряд товарищеских матчей.
Дебют в Премьер-лиге состоялся на первый матч сезона 2013/14 с «Манчестер Сити». Пол вышел на замену вместо нападающего Йоана Гуффрана в перерыве встречи, так как первый тайм «сороки» доигрывали вдесятером из-за удаления защитника Стивена Тейлора.
Первый гол в Премьер-лиге забил 19 октября 2013 года в матче против «Ливерпуля». Матч закончился вничью 2:2.

## Достижения
«Сент-Миррен»
- Обладатель Кубка шотландской лиги: 2012/13